# Загаюв (Буський повіт)
Загаюв (пол. Zagajów) — село в Польщі, у гміні Солець-Здруй Буського повіту Свентокшиського воєводства. Населення — 112 осіб (2011).
У 1975—1998 роках село належало до Келецького воєводства.

## Демографія
Демографічна структура на день 31 березня 2011 року:
|          | Загалом | Допрацездатний вік | Працездатний вік | Постпрацездатний вік |
| -------- | ------- | ------------------ | ---------------- | -------------------- |
| Чоловіки | 56      | 15                 | 30               | 11                   |
| Жінки    | 56      | 11                 | 26               | 19                   |
| Разом    | 112     | 26                 | 56               | 30                   |